# Eblisia sociale
Eblisia sociale är en skalbaggsart som först beskrevs av Lewis 1914.  Eblisia sociale ingår i släktet Eblisia och familjen stumpbaggar. Inga underarter finns listade i Catalogue of Life.